# Utricularia densiflora
Utricularia densiflora — вид рослин із родини пухирникових (Lentibulariaceae).

## Біоморфологічна характеристика
Це гідрофітна трава, яка має столони довжиною до 8 сантиметрів. Утворює суцвіття довжиною ≈ 10 сантиметрів. Видовий епітет densiflora стосується густоти квіток, які утворює кожна рослина, яка зазвичай становить від 15 до 23 квіток, скупчених біля верхівки суцвіття. Під нижньою відкритою квіткою є кілька рудиментарних або сплячих квіткових бруньок, які роблять його унікальним у роді, поряд з іншими діагностичними характеристиками.

## Середовище проживання
Ендемік західно-центральної Бразилії (Гояс).